# Engel (Adelsgeschlecht)

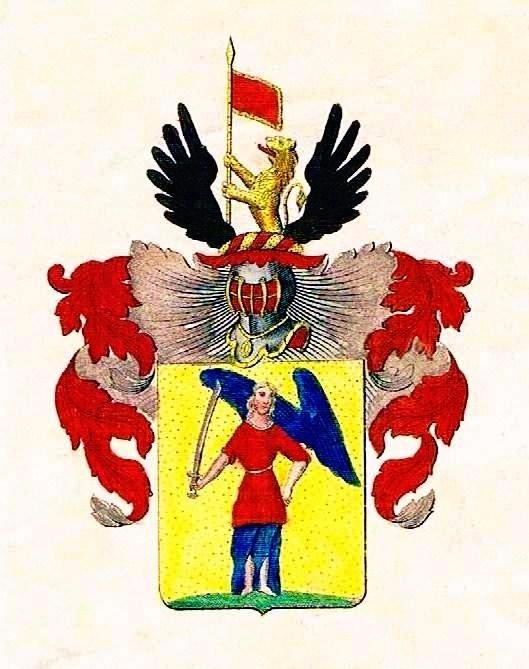
Stammwappen derer von Engel

Engel ist der Name eines mecklenburgischen Adelsgeschlechts, das zuerst in Schweden zu seinem Adel gekommen ist, sich später auch nach Sachsen, Livland und Österreich ausbreiten konnte.
Die Familie ist nicht zu verwechseln mit der gleichnamigen bremischen Familie, welche 1656 ebenfalls in Schweden nobilitiert wurde. Ebenso wenig besteht ein verwandtschaftlicher Zusammenhang mit der 1808 ebenfalls in Österreich nobilitierten gleichnamigen Familie.

## Geschichte
Die gesicherte Stammreihe des Geschlechts beginnt bereits mit dem in Neubrandenburg geborenen Jakob Engel (* 1545), dessen Deszendenten Joachim Engel, Pfandherr auf Klein Helle und dessen Bruder, Hans Engel, Herr auf Gevezin und Podewall, beide königlich schwedische Obersten am 18. November 1662 in Stockholm in den schwedischen Adelstand gehoben wurden.
Der königlich dänischen Hauptmann und Herr auf Breesen, Hans David Engel, wurde für die mecklenburgische Linie in Wien am 17. Dezember 1739 in den rittermäßigen Reichsadelsstand gehoben. Sein Sohn Karl von Engel, Erbherr auf Breesen, wurde 1790 bzw. 1798 in die mecklenburgische Ritterschaft rezipiert.
Im Einschreibebuch des Klosters Dobbertin befinden sich 16 Eintragungen von Töchtern der Familien von Engel aus Breesen, Eichhorst und Wamckow von 1799–1913 zur Aufnahme in das dortige adelige Damenstift.
Am 9. Juli 1851 erging in Wien erneut ein Diplom zum österreichischen Ritterstand für den k.u.k. Major Julius von Engel, als Ritter des Ordens der Eisernen Krone 3. Klasse.
Aus der sich nach Sachsen ausgebreiteten Linie war Carl August Maximilian von Engel, ab 1849 königlich sächsischer Generalleutnant, königlicher Generaladjutant und Oberstallmeister.
Leutnant Carl August von Engel erwarb für sich und seine Familie am 12. Dezember das Gut Somel im Kirchspiel Torma in Livland. Obwohl ein schwedischer Nobilitierungshintergrund unstrittig ist, ließ sich nicht eindeutig feststellen, ob er zur mecklenburgischen oder ferner zur bremischen Familie von Engel angehörig war.
Der Rittmeister Carl Georg Alfred von Engel erwarb am 9. Mai 1903 für 52.000 Mark in bar das Lehngut Wamckow von Ernst von Bülow-Trümmer. Die von Engel bewirtschafteten das Gut bis zu ihrer Flucht am 17. April 1945.

## Besitz

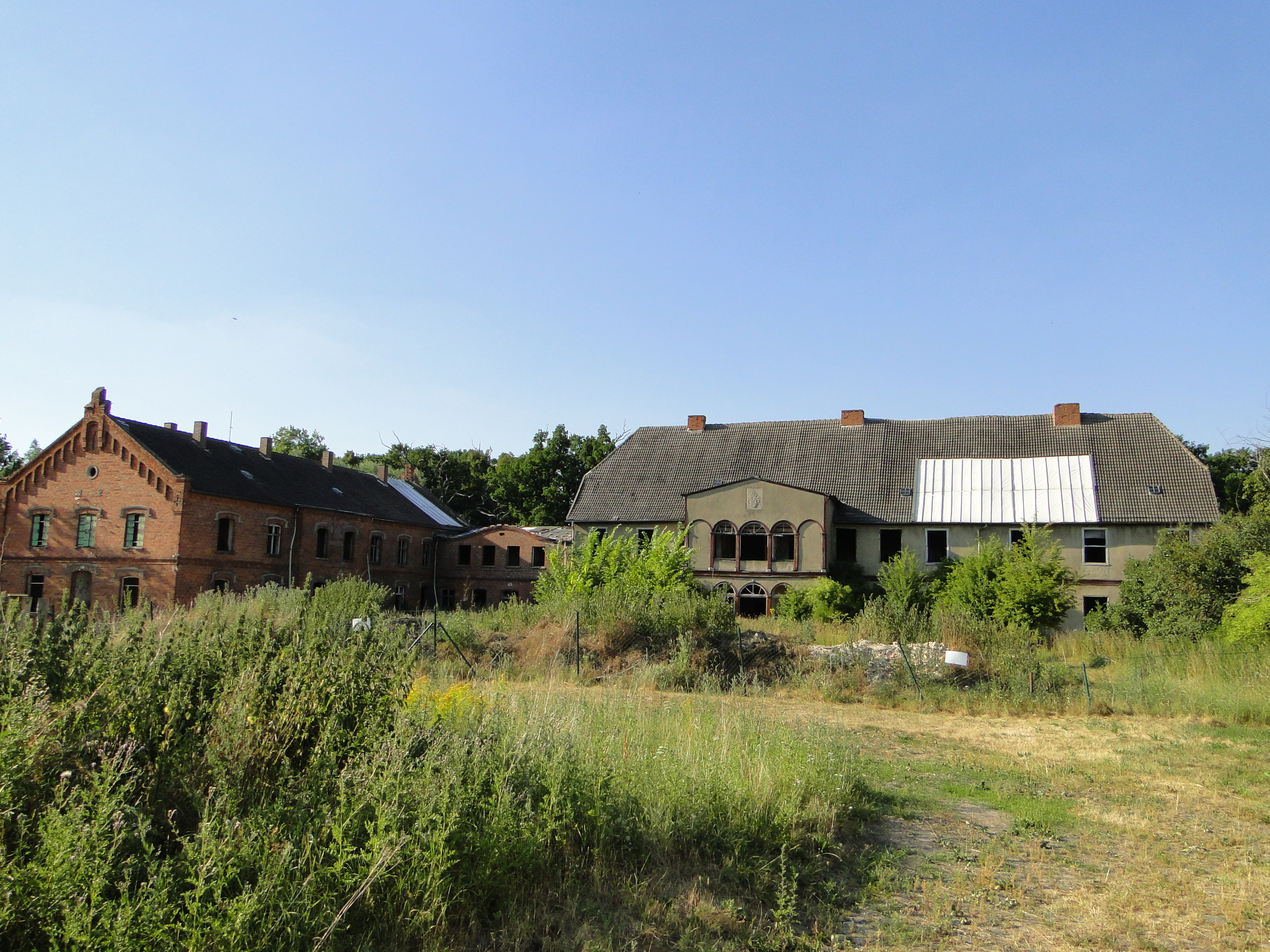
Gutshof Breesen (2010)

Zum historischen Güterbesitz des Geschlechts gibt Ledebur einen groben Überblick:
- In Mecklenburg: Breesen, Dolzin (wüst), Drüsewitz, Eichhorst, Feldberg,[1] Gevezin, Gubkow, Groß und Klein Helle, Kalübbe und Neuhof, Labs, Niegleve und Zierhagen, Groß Niekör, Podewall, Tolzin, Wamckow und Wrodow
- In Pommern: Fritzow
- In Livland: Somel

## Wappen
Das Stammwappen (1662) zeigt in Gold auf grünem Boden einen vorwärts gekehrten, blau geflügelten, gold gelockten Engel in rotem Ober- und blauem Unterkleid, mit Schwert in der Rechten. Auf dem Helm mit rot-goldenen Decken zwischen einem offenen schwarzen Flug ein wachsender goldener Löwe, der mit beiden Pranken ein gold befranstes, rotes Fähnlein hält.
Das Wappen (1739, 1851) zeigt den Schild wie das Stammwappen, jedoch das Kleid des Engels von Rot und Blau gespalten. Zwei Helme: der rechte dem Stammwappen identisch, auf dem linken mit blau-goldenen Decken fünf abwechselnd goldene und blaue Straußenfedern.
Ledebur blasoniert für die sächsische Linie abweichend den Erzengel Michael mit Drachen im Schild. Kneschke wiederum hält dies für einen Irrtum.

## Bekannte Familienmitglieder
- Karl von Engel (1746–1819), sächsischer Generalmajor
- Maximilian von Engel (1795–1873/74), sächsischer Generalleutnant, Generaladjutant und Oberstallmeister
- Adolf von Engel (1834–1900), Majoratsbesitzer und Mitglied des Deutschen Reichstags
- Hans von Engel (1838–1905), preußischer Generalmajor
- Hartwig von Engel (1873–1926), Landrat und Abgeordneter
- Max Karl von Engel (1834–1905), mecklenburgischer Landrat und Landmarschall

### Sekundärliteratur
- Peter Mugay: Die Engels. In: Wamckow. Ein Mecklenburger Gutsdorf im Wandel der Zeiten. Wamckow 2001, S. 106–149. DNB